# クルチ・アルスラーン1世
クルチ・アルスラーン1世（アラビア語: قلج أرسلان, トルコ語: I. Kılıç Arslan、1079年 - 1107年）は、ルーム・セルジューク朝の第2代スルタン（在位：1092年 - 1107年）。
彼は大セルジューク朝のスルタン・マリク・シャーの死後に即位し、父スライマーンの死後一旦滅びていたルーム・セルジューク朝を再興した。しかし彼の支配した時代はちょうど十字軍の始まりの時期であり、アナトリア半島にあったルーム・セルジューク朝は西欧から来た第1回十字軍（1096年 - ）の矢面に立った。第1回十字軍では彼は敗れ領土は縮小したが、その後にやってきた「1101年の十字軍」に対してはよく戦った。

## 政権の獲得
クルチ・アルスラーン1世の父スライマーンはトゥグリル・ベグの従兄弟の子にあたり、1077年にルーム・セルジューク朝の独立を宣言して第一代スルタンとなったが、1086年に大セルジューク朝のスルタン・マリク・シャーに殺された。クルチ・アルスラーンは捕虜となりイスファハーンへ連行されたがマリク・シャーの死後釈放された。彼はテュルク人のオグズ・イヴァ部族（Oghuz Yiva）の軍の先頭に立って西へ進み、父が首都としたニカイア（現在のイズニク）に至った。彼はマリク・シャーに任じられて当地の知事となっていたガズニ（Ghazni）を退け、ルーム・セルジューク朝を再興した。
マリク・シャーの死後、これまで大セルジューク朝に従っていた各氏族、ダニシュメンド（Danishmends）、マングジェク（Mangujekids）、サルトゥク（Saltuqids）、チャカ（Chaka）、テングリビルミシュ・ベク（Tengribirmish begs）、アルトゥク（Artuqids）、シャー（Shahs）などが一斉に独立し、大セルジューク朝のスルタンの地位を争った。クルチ・アルスラーンはスミルナを支配しエーゲ海に大きな海軍を所有していたアミールのチャカ・ベイ（Chaka, Çaka Bey）の娘と結婚し勢力を広げた。しかし東ローマ帝国の皇帝アレクシオス1世コムネノスもアナトリアを奪還すべく策を練っていた。アレクシオスはクルチ・アルスラーンに手紙を書き、チャカが東ローマ帝国への侵入に先立ってクルチ・アルスラーンを狙っていると示唆した。クルチ・アルスラーンは兵を率いてスミルナへ向かい、義父であるチャカを宴席に招き、酔ったところを斬り殺した。

## 十字軍

1097年（ニカイア攻囲戦）の前のアナトリア

### 民衆十字軍
1096年の夏の終わり、隠者ピエールとゴーティエ・サンザヴォワールに率いられた3万人ほどの規模の民衆十字軍がボスポラス海峡を越えニカイアに迫った。クルチ・アルスラーンはキボトシュの戦いで民衆十字軍をたやすく破り去り、多数を殺し残りは奴隷とした。

### 第1回十字軍
クルチ・アルスラーンは民衆十字軍を破った後、アナトリア高原東部のセルジューク朝系政権ダニシュメンド朝を率いるダニシュメンド・ガーズィー（賢者ダニシュメンド、Danishmend Gazi）と戦うべくアンカラ方面へ向かった。しかし民衆十字軍の後ろからアナトリアへ向かっていた、西欧諸国の諸侯に率いられた十字軍本隊に対しては、その強さを軽く見てしまっていた。東方でダニシュメンド朝との戦いを続けていた1097年5月、クルチ・アルスラーンのもとに十字軍がニカイアを包囲したという知らせが入った。彼は慌てて首都へ戻ったが、首都は既に大軍に取り囲まれていた。1097年5月21日に十字軍とルーム・セルジューク朝軍はニカイア近郊で衝突し、十字軍が勝利した。大被害を受けたクルチ・アルスラーンは包囲されたニカイアに対して東ローマへの降伏を勧め、内陸のイコニウム（コンヤ）へ退却しそこを新たな首都にした。6月19日、ギリシャ人市民を中心とするニカイア市は十字軍ではなく東ローマ帝国に対して降伏し市を明け渡した。クルチ・アルスラーンの妻子はコンスタンティノープルへ連行され、1097年中に身代金なしにクルチ・アルスラーンのもとへ帰された。十字軍は大いに当惑したが、これはアレクシオス1世コムネノスとクルチ・アルスラーン1世の間の深いつながりによるものであった。
十字軍の強大さの前にルーム・セルジューク朝とダニシュメンド朝は敵対関係から一転して同盟へと至り、十字軍に対し共同での攻撃を行うこととした。十字軍はアナトリア半島の進軍中に複数の集団に分かれてしまっており、ルームとダニシュメンドの連合軍は6月29日、ニカイアからそう遠くないドリュラエウム（Dorylaeum、現在のエスキシェヒール）で十字軍を待ち伏せた。7月1日、連合軍はドリュラエウム付近で野営していた十字軍の一隊に対して攻撃を仕掛けたが、テュルクの騎兵の放つ弓矢は甲冑で重武装した十字軍の騎士らに対して効果を上げず、他の十字軍部隊が次々と救援に現れるに至って、大きな損害を出した連合軍はついに敗走した。クルチ・アルスラーン1世はドリュラエウムの後は十字軍の遠征路の各地でゲリラ戦や奇襲と離脱を繰り返す戦いを続け、食糧や水の補給を断ち、十字軍に大きな損害を与えている。しかし十字軍はアナトリア西部をルーム・セルジューク朝から奪い、その地は東ローマ帝国の手に渡った。1098年にアンティオキアが、1099年にエルサレムが十字軍の前に陥落した。

## 1101年の十字軍

1101年の十字軍

十字軍国家アンティオキア公国のボエモン1世は、1100年にメリテネの戦いでダニシュメンド朝との戦いに敗れ捕虜となった。同じ頃、西欧では大成功に終わった十字軍に刺激され、手薄になったレバントの十字軍国家群を守るために新たな軍勢が組織されていた（1101年の十字軍）。アナトリアに到着した新たな軍勢はルーム・セルジューク朝からアンカラを奪い、ボエモン救出のためにダニシュメンド朝の方向へ向かったが、クルチ・アルスラーン1世およびシリア・セルジューク朝のアレッポのアタベク・リドワーンの連合軍に待ち伏せされ、メルシヴァンの戦い（Battle of Mersivan）で壊滅した。さらに間をおかず、クルチ・アルスラーンはヌヴェール伯ギヨーム2世に率いられた別の十字軍部隊をヘラクレア・シビストラ（Heraclea Cybistra）でも破った。これらの戦いの勝利は、十字軍の前に劣勢であったテュルク人にとって、十字軍の騎士たちが無敵ではないことを証明する重要な意味を持っていた。
1104年、クルチ・アルスラーンは、ダニシュメンド・ガーズィーの死後弱体化したダニシュメンド朝を再度攻略した。彼は1103年にボエモン1世の釈放の代償としてダニシュメンド朝が得た身代金の半分を要求していた。この戦いではボエモン1世率いるアンティオキア公国軍がダニシュメンド朝と連合し、クルチ・アルスラーンは東ローマ帝国と連合していた。

## シリアでの戦争
十字軍との戦争が一段落するとクルチ・アルスラーンは東のシリア地方へ進出し、ハッラーンとディヤルバクルを占領した。1107年にはモースルも占領したが、大セルジューク朝スルタンのムハンマド・タパルの武将ジャワリ・アル＝サカウ（Jawali al-Saqawu）、アルトゥク朝、アレッポのリドワーンの連合軍の前に敗れた（モースルの戦い）。クルチ・アルスラーン1世は1107年、首都イコニウムで没した。